# David Golder (film)
David Golder is een Franse dramafilm uit 1931 onder regie van Julien Duvivier. Het scenario is gebaseerd op de gelijknamige roman uit 1929 van de Franse auteur Irène Némirovsky.

## Verhaal
Wanneer de Joodse zakenman David Golder een voorstel weigert van een medewerker, pleegt die zelfmoord in een bordeel. Golder zit in de put en zoekt troost bij zijn vrouw en dochter. Zij zien Golder echter alleen maar de kostwinner en minachten hem. Kort daarna krijgt hij een hartaanval.

## Rolverdeling
| Acteur            | Personage      |
| ----------------- | -------------- |
| Harry Baur        | David Golder   |
| Paule Andral      | Gloria         |
| Jackie Monnier    | Joyce          |
| Jean Bradin       | Prins Alec     |
| Gaston Jacquet    | Graaf Hoyos    |
| Jean Coquelin     | Fischel        |
| Camille Bert      | Tübingen       |
| Jacques Grétillat | Marcus         |
| Paul Franceschi   | Soifer         |
| Léon Arvel        | Arts           |
| Charles Dorat     | Jonge emigrant |
| Nicole Yoghi      | Verpleegster   |